# Werner Schubert (Politiker)
Werner Schubert (* 19. Juni 1908 in Jena; † nach 1988) war ein deutscher Widerstandskämpfer gegen den Nationalsozialismus, Wirtschaftsfunktionär und Politiker (SED). Er war von 1954 bis 1958  Abgeordneter der Volkskammer der DDR.

## Leben
Schubert besuchte die Volksschule und absolvierte eine Lehre als Werkzeugmacher. Bereits in der Weimarer Republik leistete er aktive politische Arbeit, wurde 1927 Mitglied der Kommunistischen Partei Deutschlands (KPD). Während der Hitler-Diktatur nahm er von 1941 bis 1944 in der Magnus-Poser-Gruppe am illegalen Widerstandskampf teil.
Nach dem Zweiten Weltkrieg wurde er 1946 Mitglied der SED. Er arbeitete zunächst als Werkmeister,  besuchte Abendkurse der Volkshochschule und wurde Betriebsleiter im VEB Carl Zeiss Jena. Von 1954 bis 1958 war er als Mitglied der SED-Fraktion Abgeordneter der Volkskammer. Als Direktor des VEB Jenaer Glaswerke Schott & Gen. wurde er im Juni 1968 mit dem Vaterländischen Verdienstorden in Bronze ausgezeichnet.
Am 4. Oktober 1984 nahm er in Ost-Berlin an einem Treffen von Kämpfern gegen den Faschismus teil, zu dem der SED-Generalsekretär Erich Honecker eingeladen hatte. Zuletzt war er Mitglied des Bezirkskomitees der Antifaschistischen Widerstandskämpfer Gera und Vorsitzender des Kreiskomitees Jena.